# Église d'Huopalahti

L'église d'Huopalahti (en finnois : Huopalahden kirkko) est une église en bois construite dans le quartier d'etelä-Haaga à Helsinki en Finlande.

## Description
Le bâtiment, conçu à l'origine comme lieu de réunions, sert d’école primaire de 1908 à 1928.
Après sa restauration par Albert Nyberg, la salle de prière est inaugurée en 1928. 
On y organise des offices religieux à partir de 1917.
Le clocher conçu par Albert Nyberg est construit en 1932.
Après sa rénovation par Toivo Paatela, le bâtiment est inauguré comme église en 1942.
Mirja Castrén le transforme en bâtiment multifonctionnel et on l'inaugure à nouveau en 1975. 
La décoration intérieure est due à Esko Marjanen et Bey Heng.